# ジュディ・ジョンソン
ジュディ・ジョンソン（William Julius "Judy" Johnson、 1900年10月20日 - 1989年6月15日）は、1920～1930年代にアメリカ合衆国のニグロリーグで活躍していた野球選手。主なポジションは三塁手。メリーランド州スノーヒル生まれ。右投げ右打ち。

## 来歴・人物
身長5フィート11インチ（約180cm）、体重150ポンド（約68kg）という細身の体格で、内気で口数の少ない選手だったという。野球を始める前の第一次世界大戦中は港湾労働者としてすごしていた。1918年に野球を始めた頃、同じチームにいたジョン・ヘンリー・ロイドに、内野守備を含め様々な技術を教え込まれたという。1921年にはトップリーグの選手として活躍するようになり、1918年当初は打率.227程度だった打撃も、所属していたヒルデール・デイジーズが初めてイースタン・カラード・リーグを制覇した1923年には、.391の打率を残すまでに成長していた。
1924年には打率.324の成績を残し、最初のニグロ・ワールド・シリーズでも16安打、8打点の活躍をする。以降ずっと3割以上の打率をコンスタントに残していたが、1926年8月に頭部へ死球を受け負傷、以後1929年シーズンまで極度の打撃不振に陥った。
ジョンソンの打撃が復活したのは、ホームステッド・グレイズに移った1930年のことで、この年に打率.390を記録、その後1932年途中からはピッツバーグ・クロフォーズでプレーする。当時のピッツバーグはサチェル・ペイジやクール・パパ・ベルら多くの名選手を抱えるチームだったが、1935年に監督のオスカー・チャールストンは、これらの選手の中からジョンソンをチームのキャプテンに指名する。これはジョンソンが、特にプレッシャーのかかる重要な場面で優れた活躍をしたことが評価されたものである。ジョンソンはこの年のニグロ・ワールド・シリーズで優勝を決める打点を放ち、チームをシリーズ制覇に導く活躍をしている。
1937年まで現役選手を続け、引退後10年ほどたってメジャーリーグがアフリカ系アメリカ人を受け入れるようになると、ジョンソンは1954年にフィラデルフィア・アスレチックスでアフリカ系アメリカ人として最初のコーチとなり、その後はアスレチックスのスカウトを勤めていた。1973年に球界を引退、1975年にニグロリーグ特別委員会によりアメリカ野球殿堂入りを果たす。1989年にデラウェア州で死去。

## 記録・表彰等
- ニグロリーグでの通算打率：.344